# Chaenorhinum johnstonii
Chaenorhinum johnstonii är en grobladsväxtart som först beskrevs av Otto Stapf, och fick sitt nu gällande namn av Francis Whittier Pennell. Chaenorhinum johnstonii ingår i släktet småsporrar, och familjen grobladsväxter. Inga underarter finns listade i Catalogue of Life.